# NCIndex
NCIndex – indeks giełdowy spółek notowanych na Giełdzie Papierów Wartościowych w Warszawie na rynku NewConnect. 
NCIndex powstał 30 sierpnia 2007 z wartością bazową 1000 pkt. Jest indeksem dochodowym, a więc przy jego obliczaniu uwzględnia się zarówno ceny zawartych w nim akcji, jak i dochody z tytułu dywidend oraz praw poboru.